# Axl Padilla
Axl Padilla (Guadalajara, Jalisco; 23 de noviembre de 2000) es un futbolista mexicano, juega como defensa y su equipo actual es el Atlante F.C. de la Liga de Expansión MX.

## Trayectoria
Inicios
Inicio en el año 2016 con el equipo de Futcenter en tercera división, milito en algunos equipos de tercera y segunda como Deportivo Cafessa, Diablos Tesistán y Halcones de Zapopan.

### Atlante Fútbol Club
En 2023 llega al Atlante aunque no tuvo minutos oficiales y solamente jugó en algunos amistosos.

### Cancún Fútbol Club
A mediados de 2023 es traspasado al Cancún FC, donde debutaría el 22 de julio de 2023 en la primera fecha ante el Tapatío, entrando al minuto 56 de cambio.

## Estadísticas
Actualizado al último partido jugado el 10 de abril de 2024.
| Cancún F. C. · México               | 2.ª           | 2023-24       | 28 | 1 | ― | ― | ― | ― | 28 | 1 |
| Cancún F. C. · México               | Total club    | Total club    | 28 | 1 | 0 | 0 | 0 | 0 | 28 | 1 |
| Total carrera                       | Total carrera | Total carrera | 28 | 1 | 0 | 0 | 0 | 0 | 28 | 1 |
| (1)Incluye datos de la Copa México. |               |               |    |   |   |   |   |   |    |   |

## Palmarés

### Títulos nacionales
| Título                            | Club   | País   | Año  |
| --------------------------------- | ------ | ------ | ---- |
| Liga de Expansión MX              | Cancún | México | 2023 |
| Campeón de Campeones Expansión MX | Cancún | México | 2024 |